# Lawrence Berk
Lawrence Berk (* 10. Dezember 1908 in Boston; † 22. Dezember 1995 ebenda) war ein US-amerikanischer Musikpädagoge und Komponist und Gründer des Berklee College of Music.
Berk begann schon mit 13 Jahren professionell als Pianist (und Komponist) für Tanzbands im Ritz Carlton Hotel und für Bands in Nachtclubs in Boston zu arbeiten. Er studierte am Massachusetts Institute of Technology, wo er sich zum Ingenieur ausbildete. Während der 1930er Jahre war er Komponist und Arrangeur bei CBS und NBC in New York, wobei er nebenbei die damals in den USA verbreitete Kompositionsmethoden von Joseph Schillinger (1895–1943) studierte, eines russischstämmigen Mathematikers und Komponisten, dessen Methoden entsprechend eine mathematische Basis hatten und so auch sehr unkonventionelle Harmonien lieferten. Er wurde einer von dessen nur zwölf lizenzierten Instruktoren. Die Methode wurde u. a. von Glenn Miller („Moonlight Serenade“ soll eine Übung im Schillingersystem gewesen sein), Tommy Dorsey und George Gershwin (bei „Porgy and Bess“) benutzt. 1945 gründete er das berühmte Berklee College of Music in Boston für Arrangeure und Komponisten zeitgenössischer Swing- und Unterhaltungsmusik. Zunächst verfolgte er das Ziel, Musikunterricht aufgrund der Schillinger-Methode zu geben, die auch noch in den 1960er Jahren in Berklee gelehrt wurde. Die Schule, die mit drei Studenten startete, hieß entsprechend zunächst Schillinger House. Daraus entwickelte sich die weltweit führende Jazz-Hochschule, die ab 1979 von seinem Sohn Lee Eliot Berk als Nachfolger geleitet wurde, nach dem er die Schule benannte – und wegen der Namensnähe zur Eliteuniversität Berkeley.